# 헨리 허틀스턴 로저스
헨리 허틀스턴 로저스(Henry Huttleston Rogers, 1840년 1월 29일 ~ 1909년 5월 19일)는 미국의 산업가이자 금융가였다. 그는 석유 정제 사업으로 부를 쌓아 스탠더드 오일의 지도자가 되었다. 그는 또한 가스 산업, 구리, 철도 분야에서 수많은 기업과 사업체에서 중요한 역할을 했다. 그는 마크 트웨인의 절친한 친구가 되었다.
로저스의 석유 산업에서의 성공은 1866년 찰스 프랫과 함께 시작되었는데, 그는 석유 정제 과정에서 나프타를 원유에서 분리하는 개선된 공정을 발명했다. 존 D. 록펠러는 1874년에 그와 프랫의 사업을 인수했고, 로저스는 스탠더드 오일에서 빠르게 승진했다. 그는 철도 차량을 사용하는 대신 석유를 수송하기 위한 매우 긴 파이프라인 아이디어를 고안했다. 1880년대에 그는 석유 외에 구리, 강철, 은행, 철도 그리고 주요 도시에 석탄 가스를 공급하는 컨솔리데이티드 가스 회사로 관심을 넓혔다. 1890년대에 록펠러가 석유 사업에서 손을 떼면서 로저스는 스탠더드 오일의 지배적인 인물이 되었다. 1899년에 로저스는 뷰트 (몬태나주)에 기반을 둔 아말가메이티드 구리 트러스트를 설립했는데, 이는 미국이 전력망 구축을 위해 전선이 많이 필요해 수요가 많은 산업을 지배했다. 그의 마지막 주요 사업은 웨스트버지니아 탄전 서비스를 위한 버지니아 철도 건설이었다. 1890년 이후 그는 저명한 자선가가 되었고, 마크 트웨인과 부커 T. 워싱턴의 친구이자 후원자가 되었다.

## 어린 시절과 교육
로저스는 1840년 1월 29일 페어헤이븐 (매사추세츠주)에서 태어났다. 그는 전직 선장이자 경리, 식료품점 주인인 롤랜드 로저스와 그의 아내 메리 엘드레지 허틀스턴의 장남이었다. 양 부모 모두 양키였으며 1620년 메이플라워호를 타고 도착한 순례자들의 후손이었다. 그의 어머니 가족은 이전에 "Huttleston" 대신 "Huddleston"이라는 철자를 사용했다. (결과적으로 로저스의 이름은 종종 잘못 표기된다.)
로저스의 어린 시절 잠시 매타포이셋 (매사추세츠주)로 이사한 것을 제외하고, 가족은 페어헤이븐에 살았는데, 이곳은 애큐시넷 강 건너편의 포경 항구인 뉴베드퍼드 (매사추세츠주)와 마주보고 있는 어촌이었다. 페어헤이븐은 서쪽으로는 애큐시넷 강, 남쪽으로는 버저즈만과 접하는 남부 해안의 작은 해변 도시이다. 1850년대 중반에는 뉴잉글랜드에서 포경 산업이 이미 쇠퇴기에 접어들었다. 고래 기름은 곧 등유와 천연가스로 대체되었다. 헨리 로저스의 아버지는 가족을 부양하기 위해 바다에서의 삶에서 다른 직업으로 전환한 뉴잉글랜드의 많은 남자 중 한 명이었다.
로저스는 평범한 학생이었으며, 1856년 지역 고등학교의 첫 졸업생 중 한 명이었다. 부모님과 계속 살면서 그는 올드 콜로니 철도의 전신인 페어헤이븐 지선 철도에 특송원 및 제동수로 고용되었다. 그는 그곳에서 3~4년 동안 일하며 수입을 조심스럽게 저축했다.

## 결혼과 가족
1862년 페어헤이븐에서 휴가 중이던 로저스는 어린 시절의 연인이자 메이플라워 혈통이기도 한 애비 팔머 기포드와 결혼했다. 그녀는 그와 함께 유전으로 돌아와 오일 크릭을 따라 있는 원룸 오두막에서 살았는데, 그곳에서 어린 남편과 엘리스는 왐수타 정유소에서 일했다. 그들이 펜실베이니아에 살던 동안 첫 딸 앤 앵글 로저스는 1865년에 태어났다. 그들은 함께 다섯 명의 살아남은 자녀를 두었는데, 네 명의 딸과 한 명의 아들이었다. 또 다른 아들은 태어나자마자 사망했다.
가족이 1866년 뉴욕으로 이사한 후, 카라 릴랜드 로저스는 1867년 페어헤이븐에서 태어났고, 밀리센트 기포드 로저스는 1873년에 태어났으며, 이어서 1875년에는 메리 허틀스턴 로저스("마이"로 알려짐)가 태어났다.
그들의 아들 헨리 허틀스턴 로저스 주니어는 1879년에 태어나 해리라고 불렸다. 그는 뉴욕에 살았고 뉴욕 민병대의 대령이 되었다. 그는 1916년 멕시코 국경에서 복무했으며, 제1차 세계 대전 중 1917년부터 1919년까지 프랑스에서 야전포병 중령으로 미군에서 복무했다. 그는 또한 로드아일랜드 신시내티 사회의 회원이기도 했다.
애비 팔머 기포드 로저스는 1894년 5월 21일 예기치 않게 사망했다. 그녀의 어린 시절 집인 2층짜리 박공 지붕 프레임 하우스는 그리스 리바이벌 양식으로 지어졌으며 보존되어 있다. 그녀와 그녀의 남편이 자랐던 페어헤이븐 (매사추세츠주)을 둘러볼 수 있도록 공개되어 있다.
1896년 로저스는 뉴욕 사교계 인사이며 이혼녀인 에밀리 오거스타 랜델 하트와 재혼했다. 그들은 자녀가 없었다.

## 경력

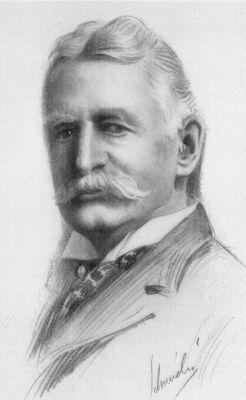
H. H. 로저스

1861년, 21세의 헨리는 약 600 미국 달러의 저축을 친구 찰스 P. 엘리스와 합쳤다. 그들은 펜실베이니아 서부와 새로 발견된 유전으로 향했다. 추가로 600달러를 빌려 젊은 파트너들은 오일시티 근처 매클린톡스빌 (펜실베이니아주)에 작은 정유공장을 시작했다. 그들은 새로운 사업을 왐수타 정유소라고 명명했다. 로저스와 엘리스, 그리고 그들의 정유소는 첫 해에 3만 달러를 벌었다. 이 금액은 1년 이상의 평균 항해 동안 세 번의 포경선 항해 수입보다 많았다. 다음 해 짧은 휴가를 위해 페어헤이븐으로 돌아온 로저스는 성공한 사람으로 환영받았다.
펜실베이니아에서 로저스는 찰스 프랫 (1830–91)을 소개받았다. 워터타운 (매사추세츠주)에서 태어난 프랫은 열한 명의 자녀 중 한 명이었다. 그의 아버지 아사 프랫은 목수였다. 그는 재정적으로 넉넉하지 못했고, 웨슬리안 아카데미에서 세 번의 겨울을 학생으로 보냈으며, 때로는 일주일에 1달러로 생활했다고 한다. 인근 보스턴에서 프랫은 페인트 및 고래 기름 제품을 전문으로 하는 회사에 합류했다. 1850년 또는 1851년에 그는 뉴욕으로 와서 유사한 페인트 및 기름 취급 회사에서 일했다.
프랫은 천연 기름 산업의 선구자였으며, 브루클린의 그린포인트 지역에 등유 정유소인 아스트랄 오일 워크스를 설립했다. 프랫의 제품은 나중에 "티베트의 신성한 램프는 아스트랄 오일로 켜진다"는 슬로건을 낳았다. 그는 또한 나중에 프랫 인스티튜트를 설립했다.
프랫이 출장 중 매클린톡스빌에서 로저스를 만났을 때, 그는 이미 찰스 엘리스를 알고 있었는데, 페어헤이븐 동쪽에서 그에게서 고래 기름을 사들인 적이 있었기 때문이다. 엘리스와 로저스는 유정이 없었고 원유를 구매하여 정제하고 프랫에게 판매하는 것에 의존했지만, 두 젊은이는 자신들의 작은 왐수타 정유소의 전체 생산량을 프랫 회사에 고정 가격으로 판매하기로 합의했다. 이것은 처음에는 잘 작동했다. 그러다 몇 달 후, 시장 조작으로 인해 원유 가격이 갑자기 올랐다. 젊은 기업가들은 프랫과의 계약을 지키기 위해 고군분투했지만, 곧 그들의 잉여금은 바닥났다. 얼마 지나지 않아 그들은 프랫에게 막대한 빚을 지게 되었다.
찰스 엘리스는 포기했지만, 1866년 헨리 로저스는 뉴욕의 프랫에게 가서 전체 빚에 대해 개인적인 책임을 지겠다고 말했다. 이것은 프랫에게 큰 감명을 주어 그는 즉시 그를 자신의 조직에 고용했다.

### 뉴욕, 석유 정제
프랫은 로저스를 브루클린 정유소의 감독으로 임명하고, 연간 매출이 5만 달러를 넘으면 파트너십을 약속했다. 로저스 가족은 브루클린으로 이사했다. 로저스는 감독에서 관리자로, 그리고 프랫의 아스트랄 오일 정유소의 책임자로 꾸준히 승진했다. 그는 프랫이 그를 채용할 때 설정했던 상당한 매출 증가 목표를 달성하고 초과했다. 약속대로 프랫은 로저스에게 사업 지분을 주었다. 1867년, 헨리 로저스를 파트너로 하여, 그는 찰스 프랫 앤 컴퍼니를 설립했다. 그 후 몇 년 동안, 로저스는 엘버트 허버드의 말처럼 프랫의 "손과 발, 눈과 귀"가 되었다 (Little Journeys to the Homes, 1909). 가족이 늘어남에 따라 헨리와 애비는 뉴욕에 계속 살았지만, 페어헤이븐에서 자주 휴가를 보냈다.
프랫과 함께 일하면서 로저스는 원유 증류 과정에서 생산되는 탄화수소 화합물 혼합물인 석유 나프타를 기름에서 분리하는 개선된 방법을 발명했다. 그는 1871년 10월 31일 미국 특허 번호 120,539를 받았다.

#### 록펠러와의 싸움
1871년 초-1872년, 프랫 앤 컴퍼니와 다른 정유사들은 존 D. 록펠러, 새뮤얼 앤드루스, 그리고 헨리 M. 플래글러 (클리블랜드 기반 정유 회사인 록펠러, 앤드루스 & 플래글러 소속)와 사우스 임프루브먼트 컴퍼니와의 갈등에 휘말렸다. 후에 스탠더드 오일이 될 회사를 발전시키면서, 비범한 능력을 가진 경영자 록펠러와 뛰어난 마케터 플래글러는 원유 운송 비용과 통제가 다른 정유사들과의 경쟁에서 핵심 요소가 될 것임을 인식했다. 교묘한 시장 조작과 강력한 펜실베이니아 철도 (PRR)와의 강경한 거래를 결합한 사우스 임프루브먼트 계획은 록펠러와 그의 동료들이 성공하기 위해 사용했던 사업 전술의 한 예였다. 록펠러는 이후 몇 년 동안 스탠더드 오일의 무자비함을 비난하는 많은 사람들의 표적이 되었지만, 사우스 임프루브먼트 리베이트 계획은 플래글러의 아이디어였다.
사우스 임프루브먼트는 기본적으로 펜실베이니아 철도 (PRR)의 톰 스콧과 다른 철도 회사로부터 비밀 리베이트를 통해 비밀리에 유리한 순 요율을 얻기 위한 메커니즘이었다. "코먼 캐리어"는 일반 사업체에 일반적으로 제공되는 것 이상의 특정 권리, 권한 및 서비스 독점을 가지기 때문에 일종의 공공 사업과 유사하다. 코먼 캐리어는 공공의 이익을 위해 봉사하고 고객을 균일하게 대해야 한다고 기대되었다. 그 시대의 요금은 "관세"라고 불리는 것으로 공표되었고 공개 정보였다. 리베이트 계획은 그 과정 밖에서 이루어졌다. 반대로, 일반적으로 제공되는 "관세"는 인상되어 계획에 참여하지 않은 고객에게 부과되었다.
신문들은 이 문제를 재빨리 보도했다. 사우스 임프루브먼트 계획의 불공정성은 많은 독립 석유 생산자와 정유소 소유주들을 분노하게 했다. 로저스는 뉴욕 정유사들 사이에서 반대 운동을 주도했다. 뉴욕의 이해관계자들은 협회를 결성했고, 1872년 3월 중순경 로저스를 수장으로 하는 세 명의 위원회를 오일 시티로 보내 석유 생산자 조합과 협의했다. 펜실베이니아의 독립 생산자들과 협력하여 로저스와 뉴욕 대표단은 철도 회사들과 합의를 이끌어냈고, 철도 지도자들은 마침내 모든 사람에게 요금을 공개하고 사우스 임프루브먼트와의 불법 거래를 중단하겠다고 약속했다.
록펠러와 그의 동료들은 빠르게 또 다른 접근 방식을 시작했는데, 이는 종종 반대하는 이익을 매입하는 것을 포함했다. 성장하는 산업에 대한 그들의 지배력과 소규모 경쟁자들을 압박하는 것은 계속되고 확장되었다. 그러나 사우스 임프루브먼트 사건은 철도를 포함한 대기업에 대한 정부 감독 및 규제를 지지하는 여론을 증대시켰다. 의회는 새로운 셔먼 반독점법을 통과시켰고, 행정부는 주간통상위원회 (ICC)를 창설했으며, 법원은 결국 20세기 초에 스탠더드 오일 트러스트의 해체를 명령했다.

#### 결합된 힘: 스탠더드 오일 합류
1874년, 록펠러는 프랫에게 그들의 사업을 협력하고 통합할 계획을 제시했다. 프랫은 로저스와 논의했고, 그들은 합병이 그들에게 이득이 될 것이라고 결정했다. 로저스는 프랫과 자신에게 재정적 안정과 직업을 보장하는 조건을 제시했다. 록펠러는 사우스 임프루브먼트 갈등 동안 로저스의 재능과 협상 기술에 대해 많은 것을 배운 듯했다. 그는 로저스가 제시한 정확한 조건으로 조용히 제안을 수락했다. 이러한 방식으로 찰스 프랫 앤 컴퍼니(아스트랄 오일 포함)는 스탠더드 오일 트러스트에 합류한 중요한 독립 정유사 중 하나가 되었다.
이 시점에 찰스 프랫은 은퇴를 고려할 나이가 되었고, 그는 이후 프랫 인스티튜트 설립과 같은 활동에 많은 시간과 관심을 쏟았다. 그러나 프랫의 아들 찰스 밀라드 프랫 (1858-1913)은 스탠더드 오일의 기업 비서가 되었다. 프랫 앤 컴퍼니의 공동 소유주인 약 35세의 로저스는 이제 스탠더드 오일의 지분도 소유하게 되었다. 이 거래에서 록펠러는 헨리 로저스도 그의 팀에 합류시켰다. 그는 의심할 여지 없이 로저스의 잠재력을 높이 평가했다. 역사는 그가 유망한 젊은이가 그의 주요 파트너 중 한 명이 될 운명임을 예견했는지 우리에게 알려주지 않는다.

#### 존 D. 록펠러와 함께 스탠더드 오일 건설
스탠더드 오일은 석유 정제 복합 기업이었다. 그 후계자들은 140여 년 후에도 세계 최대 기업 중 하나로 남아 있었다. 주요 창업자로 오랫동안 여겨져 온 존 D. 록펠러는 평범한 배경과 교육을 받았다. 1839년 뉴욕에서 태어난 그는 1855년 가족과 함께 클리블랜드로 이사했다. 그의 첫 직업은 농산물 회사의 보조 경리였다. 그는 나중에 회상했듯이 "사무실의 모든 방법과 시스템"에 기뻐했다. 그는 특히 운송 비용 계산에 능숙해졌는데, 이 기술은 나중에 그에게 큰 도움이 될 것이었다. 그는 다음 몇 년 동안 다양한 소규모 사업체에서 일했으며, 여러 사업에 지분을 소유했다.
이 시기 록펠러는 헨리 M. 플래글러와 친구가 되었다. 두 사람은 보수적이고 근면하며 정력적이고 돈을 벌려는 욕구가 강하다는 점에서 공통점이 많았다. 그들의 배경에는 곡물 사업을 포함하여 다양한 소매업에서 수년간 따로 일한 경험이 있었다. 두 사람 모두 개인적으로 금주가였지만, 증류주는 옥수수 처리의 부산물이었고, 둘 다 그것들이 제시하는 사업 기회를 받아들였다. 돈을 버는 것이 분명히 가장 중요했다.
사업에 대한 그들의 개별적인 시도에서, 두 사람의 재정적 결과는 엇갈렸다. 록펠러보다 9살 많은 플래글러는 소금 사업에서 완전히 재정적으로 파산했다. 친척인 스티븐 V. 하크니스로부터의 대출만이 그를 채권자들을 피하고 완전한 파멸을 면하게 해주었다.
19세기 후반, 미국은 난방과 조명에 고래 기름 사용에서 석유 사용으로 전환하기 시작했다. 1850년대 후반 펜실베이니아주 서부 유전의 발견과 남북 전쟁 이후 산업 활동 증가와 경제 성장에 대한 약속이 결합하여 원유 정제가 록펠러에게 매력적인 사업처럼 보였다. 그와 플래글러는 화학자 새뮤얼 앤드루스를 영입했고, 그의 형제인 윌리엄 록펠러, 자베즈 A. 보스윅, 그리고 플래글러의 친척이자 침묵 파트너인 스티븐 V. 하크니스와 함께 클리블랜드에서 록펠러, 앤드루스 & 플래글러로서 정제 사업에 뛰어들었다.
모든 면에서 록펠러는 비범한 재능을 가진 관리자이자 재정 기획자였고, 플래글러는 뛰어난 마케터였으며, 앤드루스는 정제 측면을 감독할 노하우를 가지고 있었다. 그것은 매우 성공적인 조합이 될 것이었다. 미국에서 등유와 새로운 부산물인 휘발유에 대한 수요가 증가함에 따라, 1868년까지 스탠더드 오일이 될 회사는 세계 최대의 정유소가 되었다.
1870년, 록펠러는 스탠더드 오일 오하이오 컴퍼니를 설립하고 경쟁사를 매입하고 모든 석유 정제를 하나의 회사 아래 통합하는 전략을 시작했다. 프랫의 이익과 헨리 로저스가 이 시기에 편입되었다. 1878년까지 스탠더드 오일은 미국 정유 능력의 약 90%를 차지했다.
플래글러의 아내는 나중에 결핵으로 판명된 건강 악화에 시달리고 있었다. 의사의 조언에 따라 그는 1877년부터 겨울 몇 달 동안 그녀를 플로리다로 데려갔고, 그곳의 온화한 겨울과 시원한 바닷바람 덕분에 그녀는 좋아지는 듯했다. 플로리다에 있는 동안 플래글러는 잭슨빌 남쪽의 열악한 철도 교통, 마찬가지로 좋지 않은 숙박 시설, 그리고 가난한 주가 북부 사람들에게 휴양지로 가질 잠재력에 충격을 받았다. 큰 사업 기회를 감지한 그는 많은 사람들이 그의 "두 번째 경력"으로 여기는 플로리다 동해안의 주요 개발자가 되기 위해 투자하기 시작했다. 그러나 플로리다에서의 그의 사업은 스탠더드 오일 경영 참여의 점진적인 감소의 시작을 알렸다.
1881년에 회사는 스탠더드 오일 트러스트로 재편되었다. 1885년에는 본사가 클리블랜드에서 뉴욕으로 이전되었다. 이 시점에는 스탠더드 오일 트러스트의 세 주요 인물이 존 D. 록펠러, 그의 형 윌리엄, 그리고 핵심 재정 전략가로 부상한 헨리 로저스가 되었다. 1890년까지 로저스는 스탠더드 오일의 부사장 겸 조직 운영 위원회 의장이었다.

#### 석유 및 가스 파이프라인
석유 파이프라인은 1860년대 펜실베이니아에서 처음 개발되었는데, 이는 노새가 끄는 수레에 실린 나무 통에 담아 팀스터가 운반하는 방식을 대체하기 위함이었다. 이 노새가 끄는 운송 방식은 비싸고 어려움이 많았다. 통에서 새고, 길이 진흙탕이며, 수레가 고장나고, 노새와 운전사 문제가 있었다.
최초의 성공적인 금속 파이프라인은 1865년에 완성되었다. 새뮤얼 반 사이클이 피톨 (펜실베이니아주)에서 가장 가까운 철도까지 4마일(6km)의 파이프라인을 건설했다. 이 초기 성공으로 인해 원유 생산지를 연결하는 파이프라인 건설이 이루어졌는데, 새로운 유전이 발견되고 펜실베이니아 유전이 쇠퇴하면서 생산지는 점차 서쪽으로 이동했고, 정유소는 북동부의 주요 수요 중심지 근처에 위치하게 되었다. 전기 작가 Z. 제임스 바나리니는 "이러한 파이프라인의 완성은 이전에 고립되었던 주들이 새로운 유형의 상호 연결성을 향해 나아가는 것을 의미한다"고 썼다.
록펠러가 이를 관찰하고, 그는 많은 새로운 파이프라인을 인수하기 시작했다. 곧, 그의 스탠더드 오일 회사는 대부분의 노선을 소유하게 되었고, 이는 석유에 대한 저렴하고 효율적인 운송을 제공했다. 클리블랜드는 주로 운송 시스템 덕분에 정유 산업의 중심지가 되었다.
로저스는 석유와 천연가스를 운송하기 위한 긴 파이프라인 아이디어를 구상했다. 1881년에 스탠더드 오일은 스탠더드의 파이프라인을 소유하고 운영하기 위해 내셔널 트랜싯 컴퍼니를 설립했다. 내셔널 트랜싯 컴퍼니는 로저스 생애 내내 그가 가장 좋아하는 프로젝트 중 하나로 남아 있었다.
이스트 오하이오 가스 컴퍼니 (EOG)는 1898년 9월 8일 뉴저지 스탠더드 오일 컴퍼니의 천연가스 부문인 내셔널 트랜싯 컴퍼니의 마케팅 회사로 설립되었다. 이 회사는 내셔널 트랜싯의 또 다른 자회사인 호프 천연가스 컴퍼니가 생산한 가스를 오하이오 북동부 소비자들에게 판매하며 사업을 시작했다.
고무 제조 도시인 애크런 (오하이오주)은 천연가스 가격 인하의 혜택을 가장 먼저 받았다. 이 회사는 회사가 설립된 같은 달인 1898년 9월에 이스트 오하이오 가스 컴퍼니에게 프랜차이즈를 부여했다. 1898-99년 겨울 동안, 내셔널 트랜싯 컴퍼니는 오하이오강의 파이프 크리크에서 애크런까지 뻗어 있는 10인치 연철 파이프라인을 건설했으며, 캔턴, 매실런, 도버, 뉴 필라델피아, 우리히스빌, 데니슨으로 지선을 연결했다. 파이프라인에서 처음 가스가 애크런에서 타오른 것은 1899년 5월 10일이었다.:76

#### 강철
피츠버그의 오랜 선두 철강 거물이었던 앤드루 카네기는 20세기 전환기에 은퇴하고 자선 활동에 관심을 돌렸다. 그의 철강 지분은 새로운 미국 철강 회사로 통합되었다. 철강 자산에 대한 스탠더드 오일의 관심으로 로저스는 1901년에 회사가 조직되었을 때 이사 중 한 명이 되었다.

#### 스탠더드 오일 규제

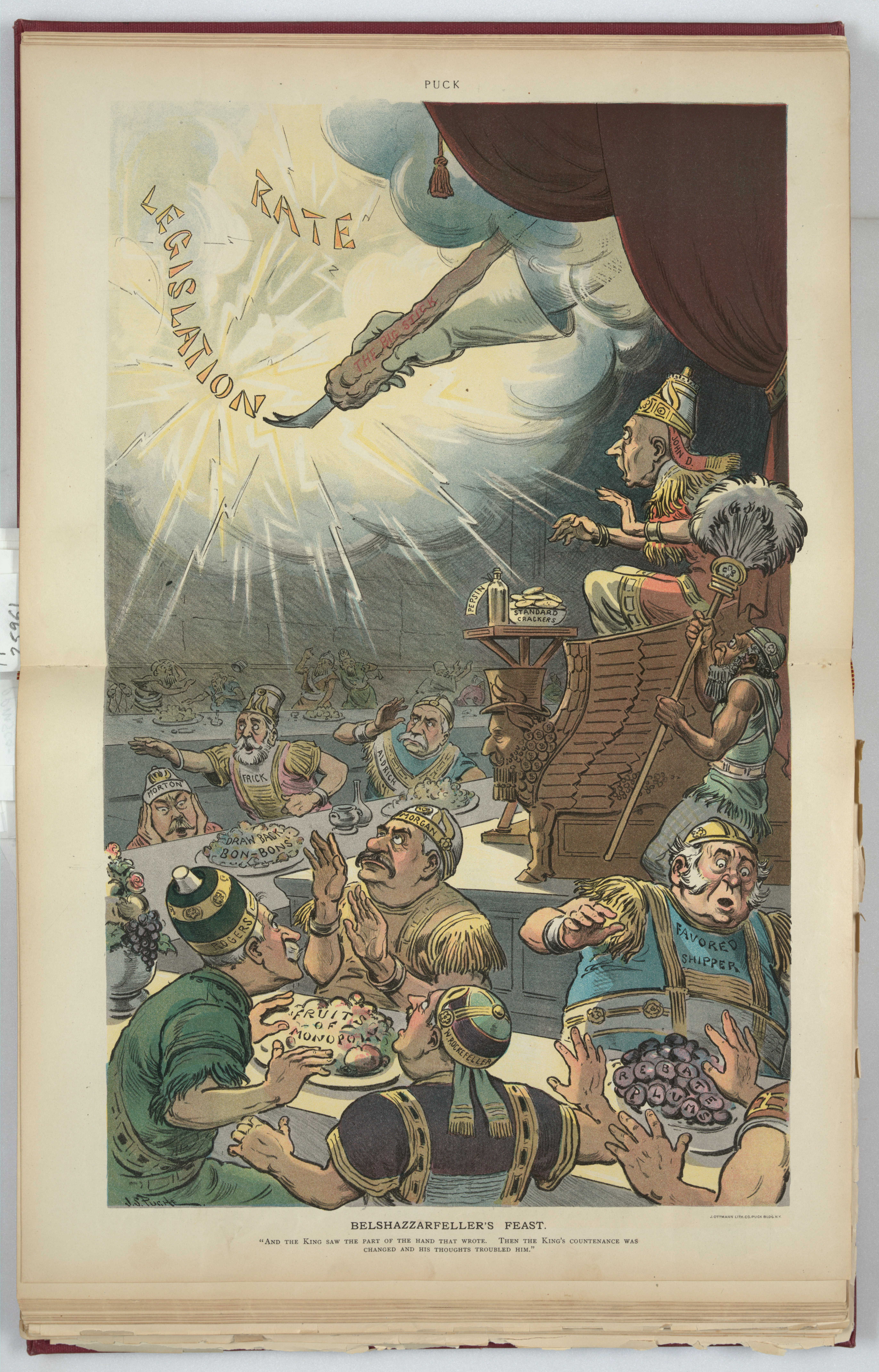
1905년 퍽지에 실린 J. S. 퍼그의 만화. 의회 요금 규제의 위협이 존 D. 록펠러 (옥좌에 앉아 있음)와 로저스 (왼쪽 하단) 같은 독점가들을 위협하고 있다.

1890년 미국 의회는 셔먼 반독점법을 통과시켰다. 이 법은 모든 미국 독점 금지법의 근원이다. 이 법은 모든 계약, 계획, 거래, 무역을 제한하려는 음모를 금지한다. 또한 주어진 산업의 독점을 확보하려는 시도도 금지한다. 스탠더드 오일 트러스트는 반독점 당국의 주목을 받았다. 오하이오 주 법무장관은 1892년에 반독점 소송을 제기하여 승소했다.
미국의 작가이자 언론인으로, 선도적인 폭로 전문 기자 중 한 명으로 알려진 아이다 타벨은 스탠더드 오일의 관행을 비판했다. 타벨은 당시 스탠더드 오일의 가장 고위직이자 강력한 이사였던 로저스를 그의 친구 마크 트웨인을 통해 만났다. 그들은 1902년 1월에 만나기 시작하여 다음 2년 동안 계속 만났다. 타벨이 사례 연구를 제시하면 로저스는 그 사례에 대한 설명, 문서 및 수치를 제공했다. 로저스는 타벨이 칭찬하는 글을 쓸 것이라고 믿었을 수 있으며, 그는 분명히 솔직했다. 그와의 인터뷰는 스탠더드 오일의 의심스러운 사업 관행에 대한 그녀의 부정적인 폭로의 기초가 되었다. 매클루어스 잡지에 실린 타벨의 스탠더드 오일 조사는 1902년 11월부터 1904년 10월까지 19회에 걸쳐 연재되었다. 그들은 1904년에 스탠더드 오일 회사의 역사로 수집되어 출판되었다.
타벨의 조사가 있기 전에도 록펠러와 스탠더드 오일에 대한 대중의 반대가 존재했지만, 스탠더드 오일과 트러스트에 대한 일반적인 반대가 있었다. 그녀의 책은 1911년 미국 대법원의 스탠더드 오일 해체를 가속화하는 데 크게 기여한 것으로 평가된다. 타벨은 회사에 대해 "그들은 결코 공정하게 행동하지 않았고, 그것이 나에게 그들의 위대함을 망쳤다"고 썼다.
타벨은 경쟁사를 제압하고 경쟁사의 가격을 낮추기 위해 철도 회사와 불법 운송 거래를 하는 등 스탠더드 오일의 의심스러운 사업 관행을 비난했다.

### 천연가스
로저스는 천연가스 생산 및 유통을 통제하기 위한 지주회사 조직에 참여했다. 1884년, 동료들과 함께 로저스는 컨솔리데이티드 가스 컴퍼니를 설립했으며, 그 후 몇 년 동안 그는 보스턴의 경우처럼 일부 대도시 공장을 통제하는 데 중요한 역할을 했고, 라이벌들과 치열한 싸움을 벌였다. 그의 천연가스 이익에 관한 거의 모든 이야기는 사업 전쟁에 관한 것이었다.

### 구리
1890년대 동안 로저스는 애너콘다 구리 회사와 미국 서부의 다른 구리 자산에 관심을 가졌다. 1899년에 윌리엄 록펠러와 토마스 W. 로슨과 함께 그는 거대한 트러스트인 아말가메이티드 구리 채굴 회사의 첫 7천5백만 달러 부분을 설립했는데, 이는 당시와 그 후 몇 년 동안 많은 비판의 대상이 되었다. 이 거대한 트러스트를 구축하는 과정에서 현대 비즈니스 역사상 가장 무자비한 조치들이 취해졌다: 첫 회사의 주식에 대한 3천8백만 달러의 "물타기", 그에 따른 조작, 뷰트 & 보스턴 컨솔리데이티드 채굴 회사의 구리 자산 압류, 후자를 보스턴 & 몬태나 컨솔리데이티드 구리 및 은 채굴 회사에 대한 무기로 사용, 특정 사적 이익에 대한 게릴라전, 그리고 보스턴 글로브 은행의 파산.
구리 생산 및 유통을 통제하기 위한 지주회사인 아말가메이티드 구리는 뷰트 (몬태나주)의 구리 광산을 통제했으며, 나중에는 원래 이름으로 돌아와 애너콘다 구리 회사가 되었다.

### 교통: 스태튼 아일랜드
1892년 7월 1일, 스태튼 아일랜드의 첫 전차 노선이 포트 리치먼드 (스태튼아일랜드)와 메이어스 코너스 (스태튼아일랜드) 사이에 개통되었다. 전차는 대부분의 운행 기간 동안 단돈 5센트였으며, 기차로 연결되지 않는 지역사회까지 도달하여 섬 전역의 대중교통을 용이하게 했다. 헨리 H. 로저스는 오랫동안 스태튼 아일랜드 대중교통 거물로 알려져 왔으며, 스태튼 아일랜드-맨해튼 페리 서비스와 리치먼드 전력 및 조명 회사에도 관여했다.

### 철도
로저스는 에드워드 헨리 해리먼의 광범위한 철도 운영에도 긴밀히 협력했다. 그는 산타페, 세인트폴, 이리, 라카와나, 유니언 퍼시픽 및 여러 다른 대형 철도의 이사였다. 그러나 그는 또한 적어도 세 개의 웨스트버지니아주 단선 철도 프로젝트에도 참여했는데, 그중 하나는 그가 예상했던 것보다 훨씬 더 커질 것이었다.

#### 오하이오강 철도
1890년대 중반, 로저스는 웨스트버지니아주 출신 미국 상원의원이자 스탠더드 오일과도 비밀리에 연루되어 있던 존슨 뉴론 캠든이 설립한 오하이오강 철도 사장이 되었다. 찰스 M. 프랫과 로저스는 가장 큰 소유주 중 두 명이었고, 오하이오강 철도의 총지배인은 C.M. 버트였다. 총법무관은 전 웨스트버지니아 주지사 윌리엄 A. 매코클이었다. 소유주들은 손실을 보고 있던 철도를 팔고 싶어했다.
로저스의 리더십 아래, 그들은 웨스트버지니아 단선 철도라는 자회사를 설립하여 뉴 마틴스빌과 클락스버그 사이에 새로운 노선을 건설하여 새로운 탄광 지역으로 진출했다. 이 지역은 이미 볼티모어 앤 오하이오 철도 (B&O)의 확장이 계획되어 있었다. 확장 계획은 새로운 탄광 지역에서 경쟁을 막기 위해 B&O가 오하이오강 철도를 구매하도록 효과적으로 강제하는 원하는 효과를 가져왔다. 오하이오강 철도는 1898년에 B&O에 매각되었다.

#### 카나와와 포카혼타스 철도 회사
카나와와 포카혼타스 철도 회사는 1898년 웨스트버지니아주에서 찰스 프랫의 아들 또는 찰스 프랫의 재산에 의해 설립되었다. 그 노선은 카나와강에서 페인트 크릭 (웨스트버지니아주)이라는 지류를 따라 15 마일 (24 km)를 달렸다. 다시 한 번 새로운 탄광 지역이 관련되었다. 로저스는 찰스 프랫 앤 컴퍼니를 대표하여 1901년에 체서피크 앤 오하이오 철도 (C&O)에 임대하고 1902년에 새로 설립된 C&O 자회사인 카나와 앤 페인트 크릭 철도 회사에 매각하는 협상을 진행했다. (나는 로저스가 이 철도에 관여했다는 어떤 문서도 본 적이 없으며, 매코클 주지사가 그의 책에서 한 언급은 로저스가 이 거래에 관여하지 않았음을 시사한다.) TWS

#### 버지니아 철도
컨설팅 엔지니어 윌리엄 넬슨 페이지와 함께 이룬 그의 마지막 업적은 버지니아 철도 (VGN)를 건설한 것으로, 이 철도는 결국 웨스트버지니아주 남부의 탄전에서 노퍽 근처 햄프턴 로즈 항구의 시웰스 포인트까지 600 마일 (970 km)에 걸쳐 확장되었다. 
처음에 로저스의 프로젝트 참여는 1902년 페이지의 딥워터 철도에서 시작되었는데, 이는 웨스트버지니아 남부의 매우 험준한 지역에 있는 미개발 탄광 지역에 도달하고 C&O 및 N&W와 교통량을 교환하기 위한 80-마일 (130 km) 단거리 노선으로 계획되었다. 일부에서는 딥워터 철도가 아마도 이전의 두 웨스트버지니아 단거리 노선처럼 재판매를 목적으로 했을 것이라고 추측한다. 그러나 만약 그렇다면, 이 책략은 펜실베이니아 철도가 통제하는 대형 철도 회사들의 담합에 의해 좌절되었는데, 그들은 서로 구매하지도 않고 유리한 환승 요금도 부여하지 않기로 합의했다.
페이지는 딥워터 프로젝트의 "얼굴마담"이었으며, 대형 철도 회사 지도자들은 그들의 적이 부유한 로저스의 지원을 받고 있다는 사실을 알지 못했을 가능성이 높다. 로저스는 쉽게 포기하지 않는 사람이었다. 프로젝트를 포기하는 대신, 페이지와 로저스는 비밀리에 웨스트버지니아와 버지니아주를 가로질러 햄프턴 로즈 항구까지 새로운 철도를 확장하는 계획을 개발했다. 그들은 버지니아주 경계선까지 도달하도록 딥워터 철도 헌장을 수정했다. 스톤턴 (버지니아주)에 있는 로저스의 석탄 재산 변호사는 버지니아주에 또 다른 주내 철도인 타이드워터 철도를 설립했다.
타이드워터 철도의 통행권을 위한 싸움은 로저스의 가장 교활하고 기발한 면모를 보여주었다. 그는 경쟁사인 노퍽 앤 웨스턴 철도의 강력한 요새인 로어노크와 노퍽의 주요 시민들에게 자신의 새로운 철도가 두 지역사회에 큰 도움이 될 것이라고 설득하여, 그 과정에서 중요한 통행권을 비밀리에 확보했다. 1907년, 타이드워터 철도의 이름은 버지니아 철도 회사로 변경되었고, 필요한 웨스트버지니아-버지니아 연결을 형성하기 위해 딥워터 철도를 인수했다.
거의 전적으로 로저스 자신의 자원으로 자금을 조달하고 1909년에 완공된 새로운 버지니아 철도는 석탄 운송을 놓고 훨씬 더 큰 체서피크 앤 오하이오 철도 및 노퍽 앤 웨스턴 철도와 경쟁했다. 초기 선택 및 구매 시 최상의 노선과 장비에 투자하여 운영 비용을 절감하는 그의 정책에 따라 건설된 VGN은 최고 수준으로 건설된 더 현대적인 경로를 자랑했으며, 더 큰 인근 철도 회사들에 주요 경쟁을 제공했다. 그들은 모두 완성을 막을 수 없다는 것을 깨달은 후 몇 차례에 걸쳐 VGN을 인수하려 했지만 실패했다.
그러나 로저스가 이 프로젝트에 쏟은 시간과 막대한 노력은 이미 쇠퇴하고 있던 그의 건강을 계속해서 악화시켰다. 그의 엄청난 노력 때문이기도 했지만, 1907년 3월에 시작된 1907년 공황으로 악화된 불확실한 경제 상황 때문이기도 했다. 필요한 자금을 얻기 위해 그는 자신의 많은 자산을 철도에 쏟아부어야 했다. 로저스가 제공하는 자금 관리는 보스턴 금융가 고드프리 M. 하임스가 담당했는데, 그는 애너콘다 구리 회사 및 다른 많은 천연자원 프로젝트에서도 함께 일했던 사람이었다.
1907년 7월 22일, 그는 쇠약해지는 뇌졸중을 겪었다. 약 5개월 동안 그는 점차 회복되었다. 1908년, 그는 그의 철도를 완공하는 데 필요한 나머지 자금을 확보했다. 이듬해 완공되었을 때, 버지니아 철도는 신문들에 의해 "세계에서 가장 작은 거대한 철도"라고 불렸고, 실현 가능하고 수익성 있는 것으로 입증되었다.
많은 역사가들은 버지니아 철도가 헨리 로저스의 가장 위대한 유산 중 하나라고 생각한다. 600-마일 (970 km) 길이의 버지니아 철도 (VGN)는 수익성 있는 역사 내내 최고의 장비에 투자하고 직원과 공급업체에게 좋은 보수를 지급하는 그의 철학을 따랐다. 이 철도는 50년 역사 동안 가장 크고 강력한 증기, 전기, 디젤 기관차 중 일부를 운행했다. 철도 역사가이자 철도 사진가인 H. 레이드가 The Virginian Railway (Kalmbach, 1961)에 기록한 VGN은 오늘날까지도 철도 애호가들의 추종을 얻고 있다.
VGN은 1959년에 노퍽 & 웨스턴에 합병되었다. 그러나 2006년 현재 웨스트버지니아주의 대부분의 전 VGN 본선 철도와 버지니아주의 약 50%는 앨러게니산맥의 대륙 분수령과 로어노크 동쪽의 블루리지산맥을 건너는 데 더 유리한 경사 때문에 노퍽 서던 코퍼레이션의 동행 석탄 열차를 위한 선호 경로로 여전히 사용되고 있으며, 빈 석탄 차량의 서행 대부분은 원래의 노퍽 앤 웨스턴 본선을 사용한다.

### 은행업과 거래
1902년 6월 29일 화요일 이후 뉴욕에서 새로 설립된 뮤추얼 얼라이언스 트러스트 컴퍼니가 사업을 시작했을 때, 이사 13명 중 에마누엘 레만, 윌리엄 록펠러, 코닐리어스 밴더빌트, 그리고 로저스가 포함되어 있었다.
1907년까지 로저스는 약 13,000명의 회원 중 한 명인 뉴욕 통합 주식거래소의 회원이었다.

## 사업 요약: "지옥의 사냥개"
로저스는 활기찬 사람이었고, 무자비함과 강철 같은 결단력을 보여주었다. 금융 및 사업 세계에서 그는 탐욕스럽고 탐욕스러울 수 있었으며, 종종 정직과 공정한 플레이의 규칙을 넘나드는 유연한 도덕 강령에 따라 운영되었다. 뉴욕의 월스트리트에서 그는 "지옥의 사냥개 로저스"와 "스탠더드 오일 트러스트의 두뇌"로 알려지게 되었다. 시대가 변하고 있었기 때문에 그는 당대 마지막이자 위대한 "강도남작" 중 한 명으로 여겨졌다. 그럼에도 불구하고 로저스는 1억 달러가 넘는 막대한 재산을 축적했다. 그는 구리, 강철, 광업, 철도 등 다양한 산업에 막대한 투자를 했다.
로저스와 그의 사업 방식에 대해 우리가 아는 대부분은 다른 사람들에 의해 기록되었다. 그의 공개 법정 절차에서의 행동은 몇 가지 더 좋은 예시와 통찰력을 제공한다. 로저스의 사업 방식은 많은 법정에서의 그의 증언까지 확장되었다. 1879년 뉴욕 철도를 조사한 헵번 위원회 앞에서 그는 우회적이고 모호하며 오만한 답변을 세련되게 다듬었다. 그의 가장 고집스러운 행동은 나중에 1906년 미주리 주가 제기한 소송에서 나타났는데, 미주리 주가 그 주에 독립적으로 등록된 두 회사가 실제로는 스탠더드 오일의 자회사라고 주장했고, 로저스는 마침내 비밀 소유권을 인정했다.
1908년 후즈 후 마르퀴스에 따르면, 로저스는 자신이 사장이자 이사 또는 부사장이자 이사로 등재된 20개 이상의 기업을 나열했다.
그의 사망 시 그는 1억 달러 상당의 자산을 보유하고 있다고 추정되었지만, 2012년 그의 재산에 대한 비판적 검토는 $41,000,000이 더 근접한 추정치라고 본다.:69

## 페어헤이븐에서의 자선 활동
로저스는 겸손한 사람이었으며, 그의 관대함 중 일부는 그의 사후에야 알려졌다. 헬렌 켈러, 마크 트웨인, 부커 T. 워싱턴의 글에서 그 예시를 찾을 수 있다. 1885년부터 그는 고향인 페어헤이븐 (매사추세츠주)에 건물을 기증하기 시작했다. 여기에는 1885년에 지어진 초등학교인 로저스 스쿨이 포함된다. 밀리센트 도서관은 1893년에 완공되었으며, 1890년 17세에 사망한 그들의 여동생 밀리센트를 기리기 위해 로저스 자녀들이 마을에 기증한 것이다.
애비 팔머 (결혼 전 성 기포드) 로저스는 1894년에 새로운 시청을 기증했다. 로저스의 "삼촌"이자 어린 시절 멘토였던 조지 H. 테이버를 기리는 조지 H. 테이버 프리메이슨 로지 건물은 1901년에 완공되었다. 유니테리언 기념 교회는 1904년에 로저스의 어머니 메리 허틀스턴 (결혼 전 성 엘드리지) 로저스를 기리기 위해 봉헌되었다. 그는 1905년에 타비타 인을 건설했고, "언덕 위의 성"이라고 불리는 새로운 페어헤이븐 고등학교는 1906년에 완공되었다. 로저스는 공원 조성을 위해 방앗간 연못의 물을 빼고, 마을의 공공 상수도 및 하수도 시스템을 설치했으며, 고향의 도로 관리자로 재직했다. 몇 년 후, 헨리 H. 로저스의 딸 카라 릴랜드 로저스 브로튼 (페어헤이븐 부인)은 포트 피닉스 부지를 매입하여 아버지의 기념으로 페어헤이븐 마을에 기증했다.
애비의 죽음 이후, 로저스는 두 명의 다른 저명한 미국인들과 친밀한 우정을 쌓았다: 마크 트웨인과 부커 T. 워싱턴. 그는 헬렌 켈러의 교육에 중요한 역할을 했다. 트웨인의 격려를 받아 로저스와 그의 두 번째 아내는 그녀의 대학 교육 자금을 지원했다.
1899년, 로저스는 브롱크스의 조선소에서 호화로운 증기 요트를 건조했다. 471톤의 카나와는 200 피트 (61 m) 길이였고 39명의 승무원이 탑승했다. 생애 마지막 10년 동안 로저스는 주로 미국 동해안을 따라 북쪽으로는 메인과 캐나다, 남쪽으로는 버지니아까지 항해하며 친구들을 즐겁게 했다. 마크 트웨인이 그의 빈번한 손님 중 한 명이었기 때문에 카나와의 움직임은 그 시대의 주요 대중 매체인 신문으로부터 큰 관심을 끌었다.

## 사망
1909년 5월 19일, 로저스는 갑작스러운 뇌졸중으로 사망했다. 그의 버지니아 철도의 본격적인 운영이 시작되기 불과 6주 전이었다. 맨해튼의 메시아 교회에서 장례식이 거행된 후 그의 시신은 뉴욕, 뉴헤이븐 앤 하트퍼드 철도 열차를 통해 페어헤이븐으로 운반되었다. 그는 페어헤이븐의 리버사이드 묘지에 애비 옆에 안장되었다.

## 우정 및 자선 활동

### 마크 트웨인

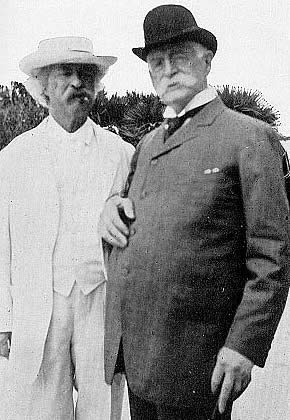
1908년의 마크 트웨인과 헨리 허틀스턴 로저스

1893년, 공동 친구의 소개로 로저스는 유머 작가 마크 트웨인을 만났다. 로저스는 트웨인의 얽힌 재정을 정리했고, 두 사람은 로저스의 남은 생애 동안 절친한 친구가 되었다. 1890년대에 트웨인의 운세는 쇠퇴하기 시작했다. 말년에 트웨인은 우울증에 시달렸다. 그는 1910년 사망하기 전에 네 명의 자녀 중 세 명과 아내 올리비아 랭던을 잃었다.
트웨인은 사업에서 매우 힘든 시기를 보냈다. 그의 출판사는 결국 파산했고, 그는 상업적 용도로 완벽하게 개발되지 못한 조판기에 수천 달러를 잃었다. 그는 또한 자신이 출판하기도 전에 책이 표절당하여 로열티에서 막대한 수입 손실을 입었다.
로저스와 트웨인은 16년 이상의 우정을 나누었다. 로저스의 가족은 트웨인의 대리 가족이 되었고, 그는 뉴욕 시에 있는 로저스의 타운하우스에 자주 방문했다. 얼 J. 다이어스는 이 관계를 다음과 같이 묘사했다: "로저스와 트웨인은 포커, 당구, 극장, 실용적인 농담, 약간의 욕설, 선량한 조롱을 좋아하는 영혼의 동반자였다. 요컨대, 그들의 우정은 공통된 관심사와 각자가 어떤 식으로든 서로를 필요로 했다는 사실에 기반을 두었다." 그들의 편지는 Mark Twain's Correspondence with Henry Huttleston Rogers, 1893–1909로 출판되었다. 그들은 트웨인이 로저스의 집에서 손님으로 밤을 보낼 때마다 물건을 훔치는 경향이 있다는 오래된 농담을 했다. 두 편의 편지가 이를 보여준다. 트웨인은 앤 로저스에게 다음과 같이 썼다:
나뒹굴던 물건들을 좀 챙겼습니다...책 두 권, 로저스 씨의 갈색 슬리퍼, 그리고 햄 한 덩어리요. 우리 것인 줄 알았습니다. 우리가 예전에 가지고 있던 것 같았지만, 다시는 그런 일이 없을 것이니 걱정 마세요. 그는 깎인 어린 양에게 바람을 온화하게 할 것이고, 보관할 수 없는 물건이 있다면 몇 개 돌려보내겠습니다. 예수 안에서 당신의, S.L.C.
로저스는 1906년 10월 31일 다음과 같이 답장했다.
잊기 전에, 가능한 한 빨리 내 집에서 가져간 트렁크와 물건들을 돌려받고 싶다는 것을 상기시켜 드리겠습니다. 제가 알기로는 오래된 물건 대신 제 가장 좋은 것을 가져가셨더군요. 로저스 부인은 화이트 산맥에 있습니다. 저는 오늘 오후 페어헤이븐으로 갈 예정입니다. 그곳에 당신이 없기를 바랍니다. 그런데, 저는 산에서 당신의 장갑 한 켤레를 사용했는데, 별로 매력이 없는 것 같더군요.
1907년 4월, 그들은 함께 카나와를 타고 제임스타운 식민지 건립 300주년 기념 제임스타운 박람회에 참석했다. 트웨인은 1909년 4월 로저스와 함께 노퍽 (버지니아주)로 돌아와, 당시 "산에서 바다로" 가는 공학적 경이로움으로 평가받던 새로 완공된 버지니아 철도 헌납 만찬의 초청 연사로 나섰다. 이 새로운 철도 건설은 산업가 로저스가 전적으로 자금을 조달했다.

### 헬렌 켈러의 교육
1896년 5월, 뉴욕 시의 편집자-수필가 로렌스 허튼의 집에서 로저스와 마크 트웨인은 당시 16세였던 헬렌 켈러를 처음 만났다. 어릴 때 병으로 시각과 청각을 잃었지만, 그녀는 교사이자 동반자인 앤 설리번의 도움으로 세상과 소통할 수 있었다. 20세에 켈러는 래드클리프 칼리지 입학 시험을 우수한 성적으로 통과했다. 트웨인은 "이 경이로운 아이"를 칭찬하며 헬렌이 가난 때문에 학업을 중단하지 않기를 바랐다. 그는 로저스 부부에게 켈러를 돕고 다른 스탠더드 오일 책임자들에게도 도움을 요청할 것을 촉구했다. 로저스는 래드클리프에서의 그녀의 교육비를 지불하는 데 도움을 주었고 매달 생활비를 마련해주었다.
켈러는 자신의 책인 《내가 사는 세상》을 "나의 오랜 친구 헨리 H. 로저스에게" 헌정했다. 로저스의 책 앞표지에 그녀는 다음과 같이 썼다.

로저스 부인께 제가 사는 세상의 최고는 당신과 로저스 씨와 같은 친구들의 친절입니다.

### 부커 T. 워싱턴

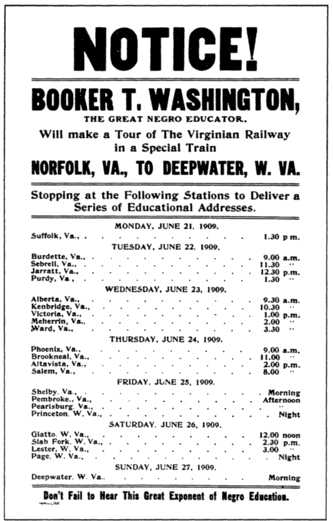
1909년 버지니아주 남부와 웨스트버지니아주 순회 홍보물

1894년경, 로저스는 뉴욕 매디슨 스퀘어 가든에서 부커 T. 워싱턴의 연설 중 하나에 참석했다. 다음 날, 로저스는 교육자에게 연락하여 자신의 사무실로 초대했다. 그들은 비교적 보잘것없는 시작이라는 공통점을 가지고 있었고, 강력한 친구가 되었다. 워싱턴은 로저스의 사무실, 페어헤이븐에 있는 85개의 방이 있는 저택, 그리고 요트에 자주 방문했다.
로저스는 몇 주 전 갑작스럽게 사망했지만, 1909년 6월 워싱턴 박사는 미리 계획된 새로 완공된 버지니아 철도를 따라 순회 강연을 떠났다. 그는 로저스의 개인 열차인 딕시를 타고 7일 동안 여러 곳에서 연설을 했다. 워싱턴은 로저스가 새로운 철도 노선을 따라 아프리카계 미국인의 인종 관계와 경제 상황을 개선하는 방법을 모색하기 위해 이 여행을 촉구했다고 말했다. 이 노선은 버지니아주와 웨스트버지니아주 남부의 이전에 고립된 많은 농촌 공동체를 연결했다.
워싱턴은 로저스의 자선 활동에 대해 다음과 같이 말했다: "버지니아와 남부의 다른 지역에서 아프리카계 미국인의 교육과 개선을 위한 최소 65개의 작은 시골 학교 운영 자금을 지원했는데, 이 모든 것은 수혜자들에게 알려지지 않았다." 로저스는 또한 터스키기 대학교와 햄프턴 인스티튜트에 아낌없이 지원을 제공했다. 로저스는 더 많은 작업을 달성하고 수혜자들도 이해 관계자가 되도록 하기 위해 적어도 부분적인 매칭 펀드로 프로젝트를 지원했다.

## 유산

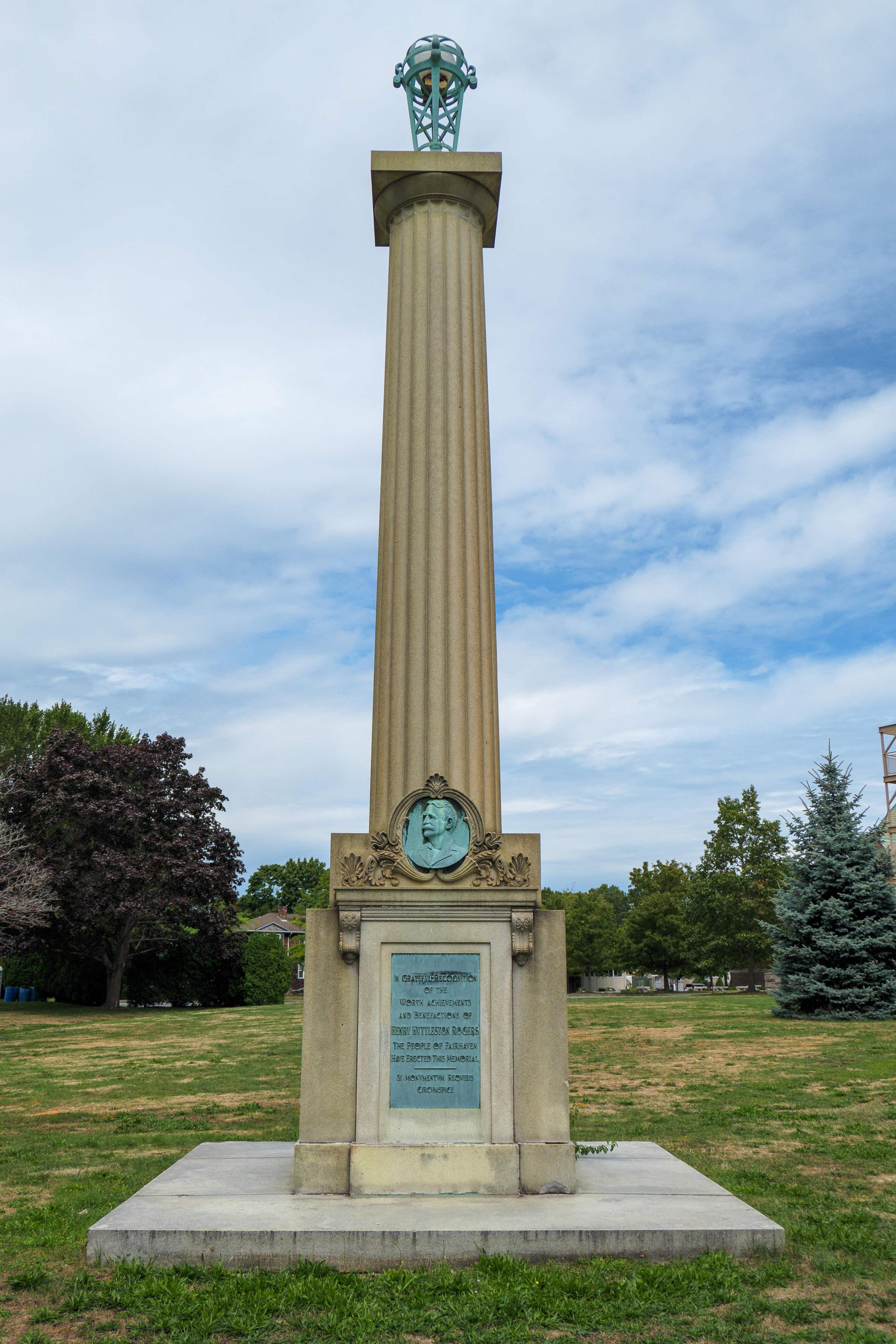
페어헤이븐 고등학교 잔디밭에 있는 로저스 기념 화강암 기념비

페어헤이븐에서는 로저스 가문의 기증품이 마을 곳곳에 있다. 여기에는 로저스 학교, 시청, 밀리센트 도서관, 유니테리언 기념 교회, 페어헤이븐 고등학교가 포함된다. 고등학교 잔디밭의 화강암 기둥은 로저스를 기리는 것이다. 리버사이드 묘지에 있는 헨리 허틀스턴 로저스 영묘는 그리스 아테네의 미네르바 신전을 본떠 만들었다. 헨리와 그의 첫 번째 아내 애비, 그리고 몇몇 가족 구성원들이 그곳에 안장되어 있다.
1916년 뉴포트 뉴스 조선 및 드라이독 컴퍼니는 8,807톤급 프랫급 유조선 SS H.H. 로저스를 진수했는데, 이 배는 119,390 배럴 (18,981 m3)의 석유를 실을 수 있었다. 이 배는 스탠더드 오일 오브 뉴저지의 자회사인 파나마 트랜스포트 컴퍼니에서 운영했다. 제2차 세계 대전 중인 1943년 2월 21일, 이 배는 리버풀 (잉글랜드)에서 미국으로 향하던 중 아일랜드 해안에서 600 마일 (970 km) 떨어진 북대서양에서 독일 잠수함에 의해 어뢰 공격을 받아 침몰했다. 탑승자 73명 전원이 구조되었다.
버지니아주와 웨스트버지니아주에서는 전 직원, 지역 주민, 그리고 버지니아 철도 애호가들이 철도 전체를 그를 위한 기념물로 여긴다. 경쟁사에 합병된 지 거의 50년이 지난 후에도 로저스의 철도는 놀라운 추종자들을 보유하고 있다. 가장 활발한 야후! 철도 애호가 그룹 중 하나는 800명 이상의 회원을 보유하고 있다. 서퍽 (버지니아주)에는 여객역이 복원되었고, 프린스턴 (웨스트버지니아주)에는 복제본이 건설되고 박물관이 설립되었으며, 로어노크의 더 큰 전 VGN 역에서도 작업이 진행 중이다.
2004년, 자원봉사자들은 빅토리아 (버지니아주)에 새로 깔린 철도에 로저스(및 VGN 공동 창립자 윌리엄 넬슨 페이지)의 이니셜을 새겼다. 이 철도에는 회사에서 건설하고 로어노크의 국립 철도 역사 학회 (NRHS) 지부 회원들이 복원한 VGN 클래스 10-A 차장이 운행된다. 완벽하게 장비된 이 차장은 역사적인 통행권을 따라 차장에서 이루어진 사업에 대한 설명적인 전시를 제공한다.

## 같이 보기
- 내셔널 트랜짓 빌딩
- 윌리엄 N. 페이지
- 줄리어스 로젠월드
- 사우스 임프루브먼트 컴퍼니

## 추가 자료
- Chernow, Ron. Titan: The Life of John D. Rockefeller, Sr. London: Warner Books, 1998.
- Dias, Earl J. "Henry Huttleston Rogers (1840 – 1909): An evaluation on the 150th Anniversary of his Birth" (The Millicent Library, 2009) 온라인
- Dias, Earl J. Henry Huttleston Rogers: Portrait of a "Capitalist" (1974) 190pp; biography
- Dias, Earl J. Mark Twain and Henry Huttleston Rogers: An Odd Couple (Millicent Library, 1984), scholarly study.
- Dias, Earl J. ed. Mark Twain's Letters to the Rogers Family: The Millicent Library Collection (1970).
- Dias, Earl J. "Mark Twain in Fairhaven." Mark Twain Journal 13.4 (1967): 11–15. 온라인
- Hidy, Ralph W. and Muriel E. Hidy. History of Standard Oil Co. (New Jersey): Pioneering in Big Business 1882–1911). (1956); 869pp; a standard scholarly study of the company.
- Huddleston, Eugene L. "Rogers, Henry Huttleston"; American National Biography Online (2000).  2016년 4월 28일 접속
- Latham, Earl ed. John D. Rockefeller: Robber Baron or Industrial Statesman? (1949). Primary and secondary sources.
- Manns, Leslie D. "Dominance in the Oil Industry: Standard Oil from 1865 to 1911" in David I. Rosenbaum ed, Market Dominance: How Firms Gain, Hold, or Lose it and the Impact on Economic Performance. Praeger, 1998. 온라인판 보관됨 2월 19, 2011 - 웨이백 머신
- Messent, Peter. "Mark Twain, Manhood, The Henry H. Rogers Friendship, and 'Which Was the Dream?'." Arizona Quarterly 61.1 (2005): 57–84. 온라인
- Montague, Gilbert Holland. The Rise And Progress of the Standard Oil Co. (1902) 온라인판
- Montague, Gilbert Holland. "The Rise and Supremacy of the Standard Oil Co.," Quarterly Journal of Economics, Vol. 16, No. 2 (February, 1902), pp. 265–292 JSTOR
- Montague, Gilbert Holland. "The Later History of the Standard Oil Co.," Quarterly Journal of Economics, Vol. 17, No. 2 (February, 1903), pp. 293–325 JSTOR
- Nevins, Allan. John D. Rockefeller: The Heroic Age of American Enterprise. (1940), vol 1.
- Tarbell, Ida M. The History of the Standard Oil Co., 1904. 매클루어스 매거진에 실린 스탠더드 오일의 유명한 최초 폭로 기사.
- Williamson, Harold F. and Arnold R. Daum. The American Petroleum Industry: The Age of Illumination, 1859–1899, 1959: vol 2, American Petroleum Industry: the Age of Energy 1899–1959, 1964. 석유 산업의 표준 역사. 온라인판 vol 1 보관됨 12월 25, 2011 - 웨이백 머신

### 1차 자료
- Mark Twain's Correspondence with Henry Huttleston Rogers, 1893–1909, ed. by Lewis Leary (1969). 로저스의 편지 464통이 수록되어 있다.